# Liste des ascensions du Tour de France 1919
La liste des ascensions du Tour de France 1919 répertorie les cols empruntés par les coureurs lors de la 13e édition de la course cycliste par étape du Tour de France.

## Liste
| Col                   | Département             | Altitude | Étape | Coureur en tête au sommet |
| --------------------- | ----------------------- | -------- | ----- | ------------------------- |
| Aravis                | Savoie/Haute-Savoie     | 1 486 m  | 11e   | Honoré Barthélémy         |
| Ares                  | Haute-Garonne           | 797 m    | 7e    |                           |
| Aspin                 | Hautes-Pyrénées         | 1 489 m  | 6e    | Honoré Barthélémy         |
| Aubisque              | Pyrénées-Atlantiques    | 1 709 m  | 6e    | Luigi Lucotti             |
| Braus                 | Alpes-Maritimes         | 1 002 m  | 9e    |                           |
| Bayard                | Hautes-Alpes            | 1 250 m  | 10e   | Honoré Barthélémy         |
| Castillon             | Alpes-Maritimes         | 728 m    | 9e    |                           |
| La Colle-Saint-Michel | Alpes-de-Haute-Provence | 1 431 m  | 10e   | Honoré Barthélémy         |
| Èze                   | Alpes-Maritimes         | 507 m    | 9e    | Honoré Barthélémy         |
| Faucille              | Ain                     | 1 322 m  | 12e   |                           |
| Galibier              | Hautes-Alpes            | 2 642 m  | 11e   | Honoré Barthélémy         |
| Gratteloup            | Var                     | 192 m    | 9e    |                           |
| Lautaret              | Hautes-Alpes            | 2 057 m  | 11e   | Honoré Barthélémy         |
| Osquich               | Pyrénées-Atlantiques    | 392 m    | 6e    | Luigi Lucotti             |
| Port                  | Ariège                  | 1 249 m  | 7e    | Jules Nempon              |
| Portet-d'Aspet        | Hautes-Pyrénées         | 1 070 m  | 7e    |                           |
| Puymaurens            | Pyrénées-Orientales     | 1 920 m  | 7e    | Honoré Barthélémy         |
| Rigat                 | Pyrénées-Orientales     | 1 493 m  | 7e    |                           |
| Soulor                | Hautes-Pyrénées         | 1 474 m  | 6e    | Luigi Lucotti             |
| Tortes                | Pyrénées-Atlantiques    | 1 650 m  | 6e    | Luigi Lucotti             |
| Tourmalet             | Hautes-Pyrénées         | 2 115 m  | 6e    | Honoré Barthélémy         |
| Valgelaye / Allos     | Alpes-de-Haute-Provence | 2 240 m  | 10e   | Honoré Barthélémy         |